# كابتن كراي من الولايات المتحدة (فلم)
كابتن كراي من الولايات المتحدة (بالإنجليزية: Captain Carey, U.S.A.) هو فيلم دراما تم إنتاجه في الولايات المتحدة وصدر في سنة 1950.

## ترشيحات وجوائز
| السنة | الحدث  | الفئة      | النتيجة  |
| ----- | ------ | ---------- | -------- |
|       | أوسكار | أفضل أغنية | فـــــوز |

## وصلات خارجية
- مقالات تستعمل روابط فنية بلا صلة مع ويكي بيانات